# Engina lineata
Engina lineata là một loài ốc biển, là động vật thân mềm chân bụng sống ở biển trong họ Buccinidae.